# Onega (ville)
Pour les articles homonymes, voir Onega.
Onega (en russe : Онега) est une ville de l'oblast d'Arkhangelsk, en Russie, et le centre administratif du raïon d'Onega. Sa population s'élevait à 16 037 habitants en 2024.

## Géographie
Onega est située à l'embouchure du fleuve Onega, sur la rive droite, à quelques kilomètres de la baie d'Onega, sur la mer Blanche. Elle se trouve à 139 km au sud-ouest d'Arkhangelsk et à 909 km au nord de Moscou.

Port d'Onega.

### Climat
| Mois                                        | jan.       | fév.       | mars       | avril     | mai        | juin      | jui.      | août      | sep.      | oct.       | nov.       | déc.       | année      |
| ------------------------------------------- | ---------- | ---------- | ---------- | --------- | ---------- | --------- | --------- | --------- | --------- | ---------- | ---------- | ---------- | ---------- |
| Température minimale moyenne (°C)           | −13,4      | −13        | −8,6       | −2,5      | 3,6        | 9         | 12,5      | 10,4      | 6,4       | 1,1        | −5,3       | −9,8       | −0,8       |
| Température moyenne (°C)                    | −10,2      | −9,6       | −4,8       | 1,4       | 8          | 13,7      | 17,1      | 14,4      | 9,5       | 3,2        | −3,1       | −6,9       | 2,7        |
| Température maximale moyenne (°C)           | −7,2       | −6,3       | −0,8       | 6         | 13,4       | 18,9      | 22,2      | 19,2      | 13,4      | 5,6        | −0,9       | −4,4       | 6,6        |
| Record de froid (°C) date du record         | −42,1 1987 | −42,5 1946 | −38,5 1957 | −26 1952  | −14,6 1941 | −3,4 1978 | −0,4 1941 | −3 1980   | −4,9 1996 | −19,3 1968 | −32,2 1968 | −41,2 1978 | −42,5 1946 |
| Record de chaleur (°C) date du record       | 6,1 1973   | 5,3 2014   | 13,4 2007  | 25,9 2001 | 32,5 2021  | 33,2 2021 | 35,8 1972 | 34,4 2010 | 27,4 1963 | 19,8 2005  | 11,1 1957  | 7,7 2006   | 35,8 1972  |
| Ensoleillement (h)                          | 21         | 57         | 118        | 188       | 275        | 304       | 308       | 215       | 124       | 58         | 19         | 8          | 1 695      |
| Précipitations (mm)                         | 44         | 32         | 30         | 28        | 45         | 63        | 74        | 77        | 68        | 69         | 55         | 51         | 636        |
| dont neige (cm)                             | 36         | 48         | 50         | 17        | 0          | 0         | 0         | 0         | 0         | 1          | 9          | 21         | 182        |
| Record de pluie en 24 h (mm) date du record | 21 1957    | 18 1946    | 21 1997    | 20 1981   | 24 1957    | 52 2007   | 55 2012   | 63 2018   | 45 1996   | 28 1948    | 24 1980    | 20 2003    | 63 2018    |
| Nombre de jours avec précipitations         | 3          | 2          | 5          | 10        | 17         | 17        | 17        | 18        | 22        | 19         | 9          | 5          | 144        |
| Humidité relative (%)                       | 84         | 83         | 79         | 72        | 69         | 68        | 72        | 78        | 83        | 87         | 88         | 86         | 79         |
| Nombre de jours avec neige                  | 26         | 25         | 21         | 13        | 6          | 1         | 0         | 0,03      | 1         | 11         | 23         | 27         | 154        |
| Nombre de jours d'orage                     | 0          | 0          | 0          | 0,2       | 1          | 3         | 6         | 2         | 0,4       | 0,03       | 0          | 0          | 13         |
| Nombre de jours avec brouillard             | 1          | 1          | 2          | 1         | 1          | 0         | 1         | 1         | 2         | 1          | 1          | 1          | 13         |

| Diagramme climatique                                  |           |            |         |           |         |            |            |           |          |            |            |
| J                                                     | F         | M          | A       | M         | J       | J          | A          | S         | O        | N          | D          |
| −7,2−13,444                                           | −6,3−1332 | −0,8−8,630 | 6−2,528 | 13,43,645 | 18,9963 | 22,212,574 | 19,210,477 | 13,46,468 | 5,61,169 | −0,9−5,355 | −4,4−9,851 |
| Moyennes : • Temp. maxi et mini °C • Précipitation mm |           |            |         |           |         |            |            |           |          |            |            |

## Histoire
Le village de Pomors d'Oust-Onega (Усть-Оне́га) fut mentionné pour la première fois en 1137, dans des documents à Novgorod. Il apparaît aussi sur une carte des environs de Novgorod, datant du XIIIe siècle.

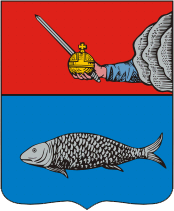
Armoiries de 1780.

Le village reçut le statut de ville (charte) le 19 août 1780, après que Piotr Chouvalov eut vendu ses droits sur l'abattage de bois à des industriels anglais qui construisirent plusieurs scieries à proximité.
Aujourd'hui, Onega est un port mineur de la mer Blanche, qui gèle régulièrement en hiver. La ville est également desservie par la ligne de chemin de fer Arkhangelsk-Mourmansk.
L'île de Ki, dans la baie d'Onega, servit de décors au film A Captive in the Land (en) durant l'hiver 1989-1990. Sur l'île se trouve le monastère de la Croix d'Onega qui est à l'abandon. Fondé par le patriarche Nikon au milieu du XVIIe siècle, et dédié au culte de la Sainte-Croix, il est aujourd'hui désaffecté.

## Population
Recensements (*) ou estimations de la population
| 1856  | 1897* | 1913  | 1926* | 1939*  |
| ----- | ----- | ----- | ----- | ------ |
| 1 500 | 2 541 | 4 500 | 5 254 | 15 783 |

| 1959*  | 1970*  | 1979*  | 1989*  | 2002*  |
| ------ | ------ | ------ | ------ | ------ |
| 21 306 | 25 047 | 24 986 | 26 070 | 23 430 |

| 2010*  | 2012   | 2013   | 2014   | 2015   |
| ------ | ------ | ------ | ------ | ------ |
| 21 359 | 21 017 | 21 332 | 20 284 | 20 051 |

| 2016   | 2017   | 2018   | 2019   | 2020 |
| ------ | ------ | ------ | ------ | ---- |
| 19 706 | 19 381 | 19 030 | 18 830 | -    |

## Culte
Onega est rattachée à l'éparchie d'Arkhangelsk de l'Église orthodoxe russe.

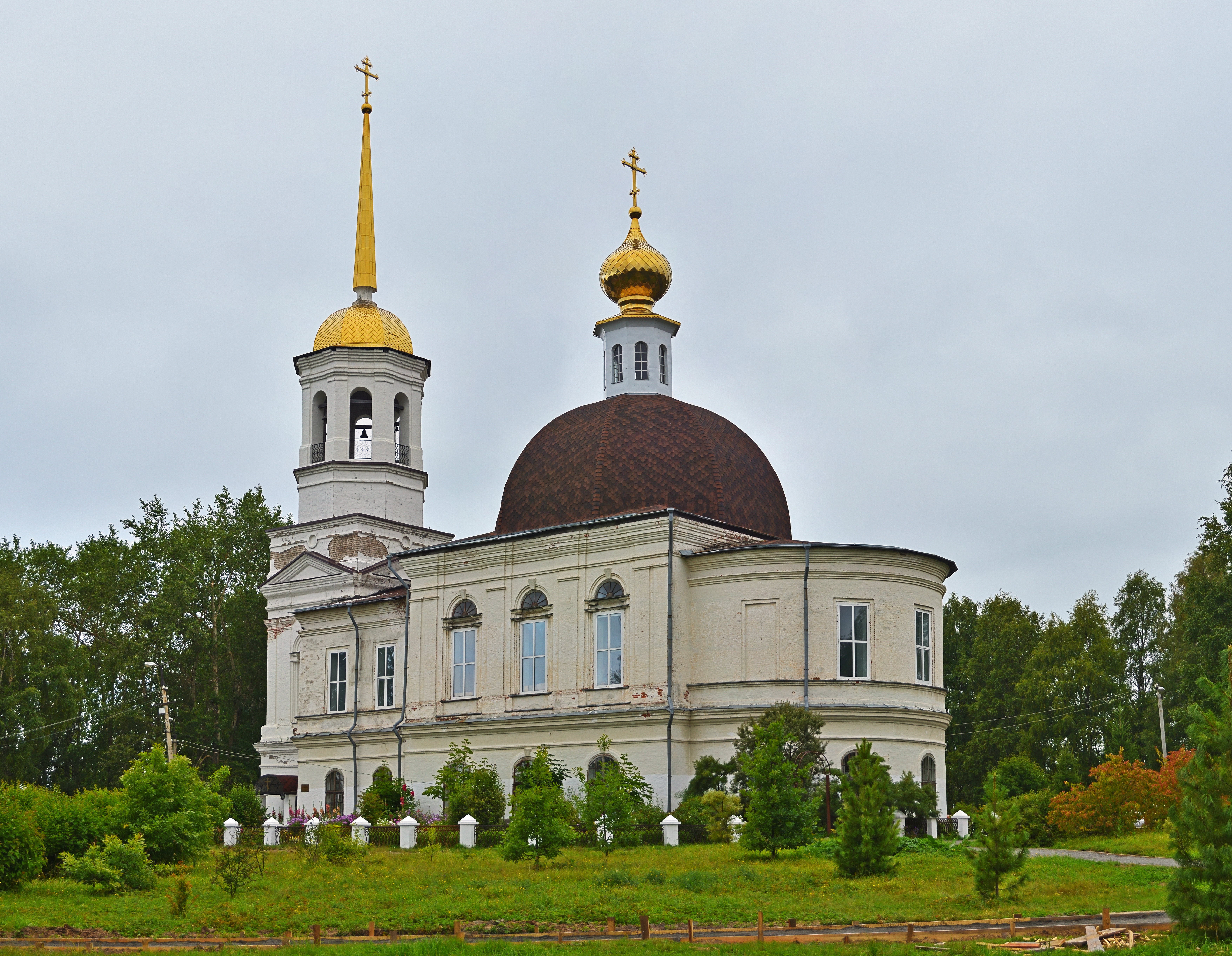
Église de la Trinité
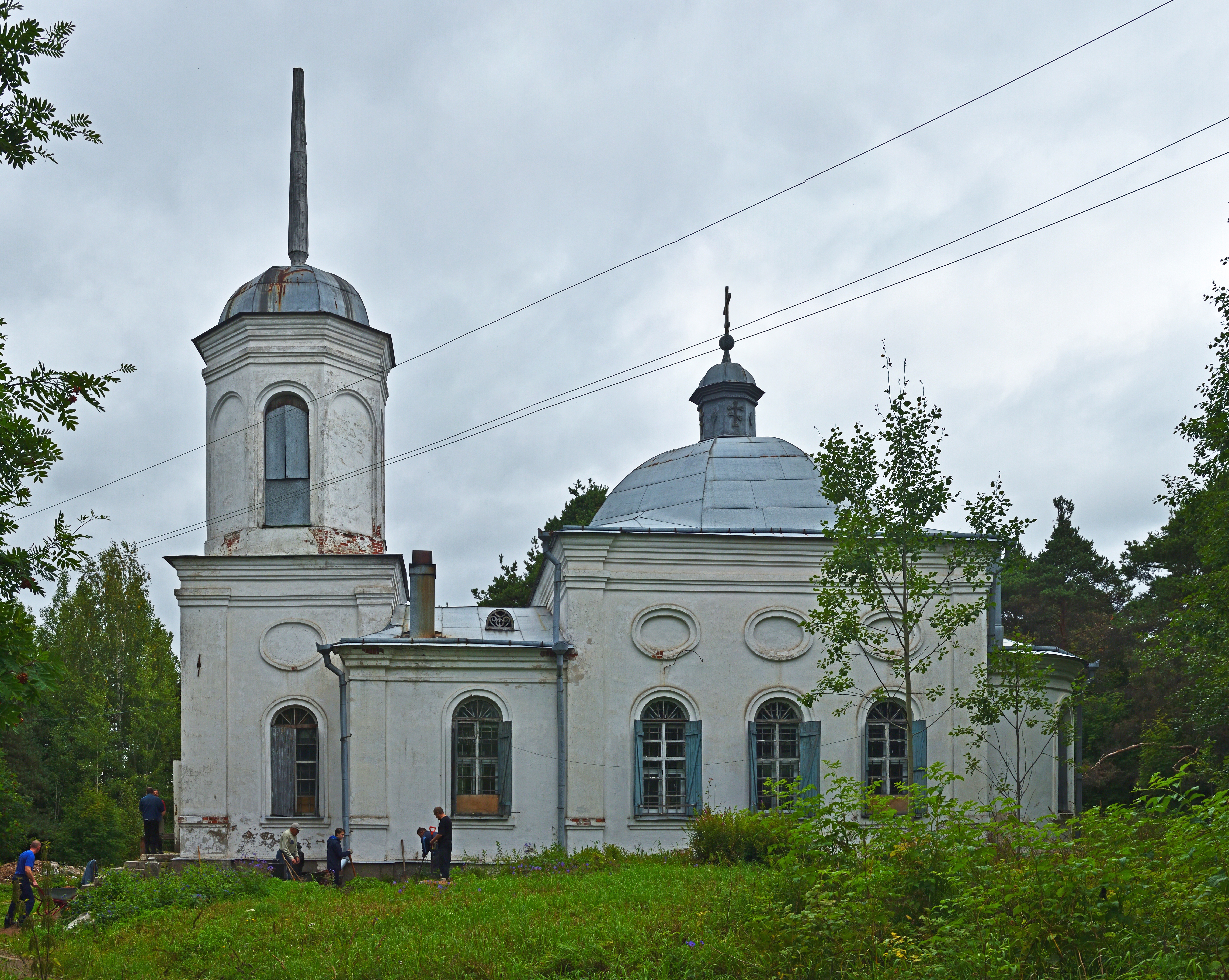
Église Saint-Lazare